# 福島県道374号東山温泉線
福島県道374号東山温泉線（ふくしまけんどう374ごう ひがしやまおんせんせん）は、福島県会津若松市を通る一般県道である。

## 路線概要
- 起点：福島県会津若松市東山町大字石山字院内
- 終点：福島県会津若松市湊町大字原字谷地田
- 総延長：15.328km[1]
  - 実延長：総延長に同じ
- 路線認定年月日：1976年6月1日[2]

### 冬期交通不能区間
- 会津若松市東山町大字石山字院内～会津若松市湊町大字共和字五老滝（延長13.7km）[3]

## 通過する自治体
- 福島県
  - 会津若松市

## 接続・交差する道路
- 福島県道325号湯川大町線（会津若松市東山町大字石山字院内 起点）
- 国道294号（会津若松市湊町大字原字谷地田 終点）

## 沿線
- 東山温泉（温泉街は当路線ではなく主に県道325号に沿う）
- 院内御廟（会津松平家2代藩主以降の墓）
- 背炙山
  - 背あぶり高原
  - 背炙山公園